# Liste der Kulturgüter in Hunzenschwil
Die Liste der Kulturgüter in Hunzenschwil enthält alle Objekte in der Gemeinde Hunzenschwil im Kanton Aargau, die gemäss der Haager Konvention zum Schutz von Kulturgut bei bewaffneten Konflikten, dem Bundesgesetz vom 20. Juni 2014 über den Schutz der Kulturgüter bei bewaffneten Konflikten sowie der Verordnung vom 29. Oktober 2014 über den Schutz der Kulturgüter bei bewaffneten Konflikten unter Schutz stehen.
Objekte der Kategorie A sind im Gemeindegebiet nicht ausgewiesen, Objekte der Kategorie B sind vollständig in der Liste enthalten, Objekte der Kategorie C fehlen zurzeit (Stand: 1. Januar 2023). Unter übrige Baudenkmäler sind weitere geschützte Objekte zu finden, die in der Bau- und Nutzungsordnung der Gemeinde verzeichnet und nicht bereits in der Liste der Kulturgüter enthalten sind.

## Kulturgüter
| Foto |                                                             | Objekt                           | Kat. | Typ | Standort                                  | Beschreibung |
| ---- | ----------------------------------------------------------- | -------------------------------- | ---- | --- | ----------------------------------------- | --- |
| BW   | Datei hochladen · Wikidata zu Römische Ziegelei (Q19362319) | Römische Ziegelei KGS-Nr.: 09535 | B    | F   | Ziegelmatte / Zotzelacker 652000 / 249125 | Zwischen 2002 und 2005 ausgegrabene, umfangreiche römische Ziegeleien aus dem 1. Jahrhundert n. Chr. Nutzung durch die in Vindonissa stationierten Legionen. |

## Übrige Baudenkmäler
| ID   | Foto |                 | Objekt                | Typ | Standort                                            | Beschreibung |
| ---- | ---- | --------------- | --------------------- | --- | --------------------------------------------------- | ------------ |
| 901  | ja   | Datei hochladen | Gasthaus zum Rössli   | G   | Hauptstrasse 46 651491 / 248714                     |              |
| 903  | BW   | Datei hochladen | Ehemaliges Bauernhaus | G   | Junkerngasse 8 651651 / 248251                      |              |
| 905  | BW   | Datei hochladen | Speicher              | G   | Gränicherweg 17 651167 / 247775                     |              |
| 906B | BW   | Datei hochladen | Brunnen               | K   | Hauptstrasse / Schafisheimerstrasse 651781 / 248617 |              |
| 906C | BW   | Datei hochladen | Brunnen               | K   | Oberdorfstrasse / Gränicherweg 651303 / 247990      |              |

Legende: Siehe Legende der Liste der Kulturgüter von nationaler und regionaler Bedeutung. Anstelle der KGS-Nummer wird als Objekt-Identifikator (ID) die Inventar- oder Gebäudenummer in der Bau- und Nutzungsordnung der Gemeinde verwendet.